# Rio Timonha
Rio Timonha är ett vattendrag i Brasilien.   Det ligger i delstaten Ceará, i den nordöstra delen av landet, 1 600 km norr om huvudstaden Brasília.
Trakten runt Rio Timonha består huvudsakligen av våtmarker. Runt Rio Timonha är det ganska glesbefolkat, med 39 invånare per kvadratkilometer.